# Babelomurex dalli
Babelomurex dalli är en snäckart som först beskrevs av Emerson och D'Attilio 1963.  Babelomurex dalli ingår i släktet Babelomurex och familjen Coralliophilidae. Inga underarter finns listade i Catalogue of Life.